# Orientierungslauf-Weltcup 2010
Der Orientierungslauf-Weltcup 2010 war die 16. Auflage der internationalen Wettkampfserie im Orientierungslauf. Die Schweizer Daniel Hubmann und Simone Niggli-Luder sicherten sich wie im Vorjahr die Gesamtsiege.
Ausgetragen wurde er in fünf Runden mit insgesamt zwölf Wettbewerben.

## Austragungsorte
| Runde | Wettkampf | Datum       | Austragungsort | Wettbewerb             | Bemerkung                |
| ----- | --------- | ----------- | -------------- | ---------------------- | ------------------------ |
| 1     | 1         | 30. Mai     | Primorsko      | Sprint                 | Europameisterschaften    |
| 1     | 2         | 4. Juni     | Primorsko      | Mitteldistanz          | Europameisterschaften    |
| 1     | 3         | 5. Juni     | Primorsko      | Langdistanz            | Europameisterschaften    |
| 2     | 4         | 17. Juni    | Tuusula        | Mitteldistanz + Sprint | Nordic Orienteering Tour |
| 2     | 5         | 22. Juni    | Stockholm      | Sprint                 | Nordic Orienteering Tour |
| 2     | 6         | 26. Juni    | Raufoss        | Mitteldistanz          | Nordic Orienteering Tour |
| 3     | 7         | 8. August   | Trondheim      | Sprint                 | Weltmeisterschaften      |
| 3     | 8         | 12. August  | Trondheim      | Mitteldistanz          | Weltmeisterschaften      |
| 3     | 9         | 14. August  | Trondheim      | Langdistanz            | Weltmeisterschaften      |
| 4     | 10        | 3. Oktober  | Annecy         | Langdistanz            |                          |
| 5     | 11        | 9. Oktober  | Genf           | Mitteldistanz          | Weltcup-Finale           |
| 5     | 12        | 10. Oktober | Genf           | Sprint                 | Weltcup-Finale           |

## Punktevergabe
| Platzierung         | Punkte        |
| ------------------- | ------------- |
| 1.–2.–3.            | 100–80–60     |
| 4.–5.–6.            | 50–45–40      |
| 7.–8.–9.–10.        | 37–35–33–31   |
| 11.–12.–...–39.–40. | 30–29–...–2–1 |

In die Wertung kommen die sieben besten Resultate der Wettkämpfe 1 bis 10 sowie die Ergebnisse der Wettkämpfe 11 und 12.

## Herren
| Datum       | Ort       | Distanz         | 1. Platz          | 2. Platz         | 3. Platz                         | Anmerkungen                |
| ----------- | --------- | --------------- | ----------------- | ---------------- | -------------------------------- | -------------------------- |
| 30. Mai     | Primorsko | Sprint          | Fabian Hertner    | Daniel Hubmann   | Emil Wingstedt                   | 3,3 km, 84 Hm, 24 Posten   |
| 4. Juni     | Primorsko | Mittel          | Walentin Nowikow  | Matthias Merz    | Daniel Hubmann                   | 6,4 km, 260 Hm, 22 Posten  |
| 5. Juni     | Primorsko | Lang            | Daniel Hubmann    | Philippe Adamski | Fabian Hertner                   | 17,1 km, 680 Hm, 30 Posten |
| 17. Juni    | Tuusula   | Mittel + Sprint | Daniel Hubmann    | Audun Weltzien   | Walentin Nowikow                 |                            |
| 22. Juni    | Stockholm | Sprint          | Fabian Hertner    | Jerker Lysell    | François Gonon                   |                            |
| 26. Juni    | Raufoss   | Mittel          | Audun Weltzien    | Daniel Hubmann   | Andrei Chramow                   |                            |
| 8. August   | Trondheim | Sprint          | Matthias Müller   | Fabian Hertner   | Frédéric Tranchand               | 2,7 km, 100 Hm, 21 Posten  |
| 12. August  | Trondheim | Mittel          | Carl Waaler Kaas  | Peter Öberg      | Thierry Gueorgiou Daniel Hubmann | 5,4 km, 240 Hm, 20 Posten  |
| 14. August  | Trondheim | Lang            | Olav Lundanes     | Anders Nordberg  | Thierry Gueorgiou                | 15,0 km, 760 Hm, 29 Posten |
| 3. Oktober  | Annecy    | Lang            | Thierry Gueorgiou | Matthias Müller  | Olav Lundanes                    |                            |
| 9. Oktober  | Genf      | Mittel          | Thierry Gueorgiou | Olav Lundanes    | Daniel Hubmann                   |                            |
| 10. Oktober | Genf      | Sprint          | Daniel Hubmann    | Graham Gristwood | Matthias Müller                  |                            |

## Damen
| Datum       | Ort       | Distanz         | 1. Platz            | 2. Platz            | 3. Platz           | Anmerkungen                |
| ----------- | --------- | --------------- | ------------------- | ------------------- | ------------------ | -------------------------- |
| 30. Mai     | Primorsko | Sprint          | Helena Jansson      | Simone Niggli-Luder | Maja Alm           | 2,8 km, 70 Hm, 21 Posten   |
| 4. Juni     | Primorsko | Mittel          | Simone Niggli-Luder | Signe Søes          | Lena Eliasson      | 5,4 km, 210 Hm, 22 Posten  |
| 5. Juni     | Primorsko | Lang            | Simone Niggli-Luder | Dana Brožková       | Helena Jansson     | 11,2 km, 475 Hm, 26 Posten |
| 17. Juni    | Tuusula   | Mittel + Sprint | Simone Niggli-Luder | Minna Kauppi        | Lena Eliasson      |                            |
| 22. Juni    | Stockholm | Sprint          | Helena Jansson      | Beata Falk          | Galina Winogradowa |                            |
| 26. Juni    | Raufoss   | Mittel          | Simone Niggli-Luder | Annika Billstam     | Marianne Andersen  |                            |
| 8. August   | Trondheim | Sprint          | Simone Niggli-Luder | Helena Jansson      | Marianne Andersen  | 2,6 km, 75 Hm, 21 Posten   |
| 12. August  | Trondheim | Mittel          | Minna Kauppi        | Simone Niggli-Luder | Marianne Andersen  | 4,5 km, 190 Hm, 17 Posten  |
| 14. August  | Trondheim | Lang            | Simone Niggli-Luder | Marianne Andersen   | Emma Claesson      | 9,9 km, 530 Hm, 23 Posten  |
| 3. Oktober  | Annecy    | Lang            | Simone Niggli-Luder | Helena Jansson      | Tone Wigemyr       |                            |
| 9. Oktober  | Genf      | Mittel          | Simone Niggli-Luder | Helena Jansson      | Mari Fasting       |                            |
| 10. Oktober | Genf      | Sprint          | Simone Niggli-Luder | Helena Jansson      | Ida Bobach         |                            |

## Gesamtwertung
| Herren | Herren | Herren            | Herren |
| Platz  | Land   | Athlet            | Punkte |
| ------ | ------ | ----------------- | ------ |
| 1      | SUI    | Daniel Hubmann    | 807    |
| 2      | SUI    | Matthias Müller   | 613    |
| 3      | FRA    | Thierry Gueorgiou | 450    |
| 4      | NOR    | Carl Waaler Kaas  | 403    |
| 5      | NOR    | Olav Lundanes     | 402    |
| 6      | SUI    | Matthias Merz     | 400    |
| 7      | NOR    | Audun Weltzien    | 388    |
| 8      | SUI    | Fabian Hertner    | 379    |
| 9      | GBR    | Graham Gristwood  | 328    |
| 10     | FRA    | Philippe Adamski  | 321    |
| 10     | RUS    | Walentin Nowikow  | 321    |

| Damen | Damen | Damen               | Damen  |
| Platz | Land  | Athletin            | Punkte |
| ----- | ----- | ------------------- | ------ |
| 1     | SUI   | Simone Niggli-Luder | 1080   |
| 2     | SWE   | Helena Jansson      | 710    |
| 3     | DEN   | Maja Alm            | 422    |
| 4     | FIN   | Minna Kauppi        | 379    |
| 5     | SWE   | Lena Eliasson       | 378    |
| 6     | CZE   | Dana Brožková       | 368    |
| 7     | NOR   | Marianne Andersen   | 352    |
| 8     | SUI   | Caroline Cejka      | 336    |
| 9     | FIN   | Anni-Maija Fincke   | 332    |
| 10    | SWE   | Annika Billstam     | 323    |

### Runde 1
- World Cup 2010 Round 1 IOF

### Runde 2
- World Cup 2010 Round 2 IOF

### Runde 3
- World Cup 2010 Round 3 IOF

### Runde 4
- World Cup 2010 Round 4 IOF

### Runde 5
- World Cup 2010 Round 5 IOF